# Crisis (2021)
Crisis ist ein kanadisch-belgischer Thriller des Regisseurs Nicholas Jarecki von 2021, der das Leben dreier fiktiver Personen vor dem Hintergrund der Opioidkrise in den USA und Kanada aufgreift. Der Thriller lief im ZDF ab November 2023 auch unter dem Titel Dreamland – Tödliche Geschäfte.

## Handlung
Ein als Drogenhändler getarnter DEA-Agent organisiert einen Fentanyl-Schmuggel mit mehreren Kartellen, um den Ring hochgehen zu lassen. Eine Architektin, die sich von einer Oxycodon-Sucht erholt hat, spürt die Wahrheit hinter dem Tod ihres Sohnes auf. Derweil entdeckt ein Professor, der an seiner Uni im Auftrag eines Pharmaunternehmens forscht, dass deren neues „nicht süchtig machendes“ Schmerzmittel höchst gefährlich ist.

## Produktion
Im Februar 2019 wurden erste Rollenbesetzungen für den Film, der zu der Zeit den Arbeitstitel Dreamland trug, publik. Im selben Monat begannen in Montreal und Detroit die Dreharbeiten.
Im Dezember 2020 wurde bekannt gegeben, dass Universal Pictures und Warner Brothers die Rechte für den internationalen Vertrieb erworben hatten und Quiver Distribution die Vertriebsrechte für den US-amerikanischen Markt.

## Synchronisation
Die deutschsprachige Synchronisation entstand bei der Scalamedia in Berlin nach einem Dialogbuch und der Dialogregie von Sven Hasper.
| Rolle              | Schauspieler       | Synchronsprecher |
| ------------------ | ------------------ | ---------------- |
| Dr. Tyrene Brower  | Gary Oldman        | Udo Schenk       |
| Jake Kelly         | Armie Hammer       | Sascha Rotermund |
| Claire Reimann     | Evangeline Lilly   | Ranja Bonalana   |
| Dean Geoff Talbot  | Greg Kinnear       | Bernd Vollbrecht |
| Supervisor Garrett | Michelle Rodriguez | Flavia Vinzens   |
| Lawrence Morgan    | Martin Donovan     | Frank Röth       |
| Dr. Bill Simmons   | Luke Evans         | Jaron Löwenberg  |
| Emmie Kelly        | Lily Rose-Depp     | Lea Kalbhenn     |
| Madira Brower      | Indira Varma       | Gundi Eberhard   |
| Susan              | Mia Kirshner       | Nicole Hannak    |
| Derrick Millebran  | Duke Nicholson     | Konrad Bösherz   |
| Dr. Meg Holmes     | Veronica Ferres    | Veronica Ferres  |

## Veröffentlichung
Die Premiere des Films wurde für den 26. Februar 2021 in den USA angekündigt. Nach einer geplanten Veröffentlichung per Video-On-Demand am 5. März 2021 war der internationale Kinostart am 26. März 2021 vorgesehen. In Deutschland erschien der Film am 21. Mai 2021 auf Blu-ray und DVD, nachdem er bereits ab dem 30. April digital abgerufen werden konnte.

## Kritiken
In den englischsprachigen Medien fand der Film ein überwiegend wohlwollendes Echo. Basierend auf der Auswertung von 167 Kritiken weist Rotten Tomatos eine Positivquote von 66 Prozent aus.
Der Filmdienst vergab drei von fünf möglichen Sternen, beurteilte den Film als spannend und lobte: „Dank guter Darsteller und einer dramaturgisch stimmigen Orchestrierung der Erzählstränge gelungene Unterhaltung.“